# Catedral de Santa Sofia (Harbin)
A Catedral de Santa Sofia ou Catedral da Sagrada Sabedoria de Deus (em mandarim: 圣索菲亚教堂, em pinyin: Shèng suǒfēiyà jiàotáng) foi uma catedral da igreja ortodoxa russa e agora um museu nacional, localizado em um dos bairros mais antigos da cidade chinesa de Harbin.

## História
A Catedral de Santa Sophia foi construída originalmente de madeira em 1907, após a conclusão da Ferrovia Transiberiana em 1903, que ligava Vladivostok ao Nordeste da China. A construção foi motivada pela chegada de uma unidade do exército russo nesta região após a derrota russa na Guerra Russo-Japonesa (1904-1905). A criação de um imponente símbolo espiritual foi pensada para elevar o moral das tropas russas.

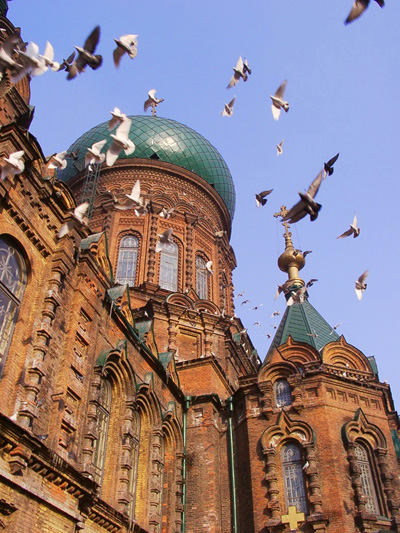
Catedral de Santa Sofia, em Harbin.

Após a Revolução de Outubro, no Império Russo, a população russa em Harbin aumentou significativamente. Em 1921, um terço dos residentes da cidade eram de origem russa, em uma população de 300.000. Este aumento fez com que a igreja existente se tornasse muito pequena e em 1923 foi iniciada a construção de uma igreja maior. Após nove anos, em 25 de novembro de 1932, a catedral neobizantina foi concluída. Com uma altura de 48,55 metros e espaço para 2.000 fiéis, a nova estrutura se tornou a maior estrutura ortodoxa da Ásia Oriental.
Após o estabelecimento da República Popular da China, a catedral foi fechada. Embora a pretendida destruição da catedral não tenha sido realizada, o prédio vazio foi usado como depósito para uma loja de departamentos próxima. As janelas da catedral foram fechadas com tijolos e cresceram plantas no telhado. A catedral foi construída de todos os lados por arranha-céus de concreto. E assim a Catedral de Sofia permaneceu inacessível por décadas e em grande parte oculta da vista da rua. Até o governo declarar a catedral um patrimônio nacional em 1996, como parte de uma iniciativa nacional para proteger os locais históricos.

## Restauração
A decisão de declarar a catedral um patrimônio nacional levou a uma ação da mídia para arrecadar fundos para a restauração da catedral. As doações arrecadaram uma quantia de 12 milhões de yuans. Em 1997, a catedral recuperou sua visibilidade quando os blocos residenciais ao redor foram demolidos. Posteriormente, a catedral foi restaurada. A catedral agora se tornou um Museu Municipal de Arquitetura e Arte, exibindo os desenvolvimentos multiculturais da arquitetura de Harbin ao longo dos séculos. A praça inteira foi reconstruída e recebeu um aspecto europeu. A restauração da catedral foi o culminar dos esforços municipais para transformar as estruturas coloniais da cidade em atrações turísticas por meio da restauração.